# ARIEL (обсерваторія)

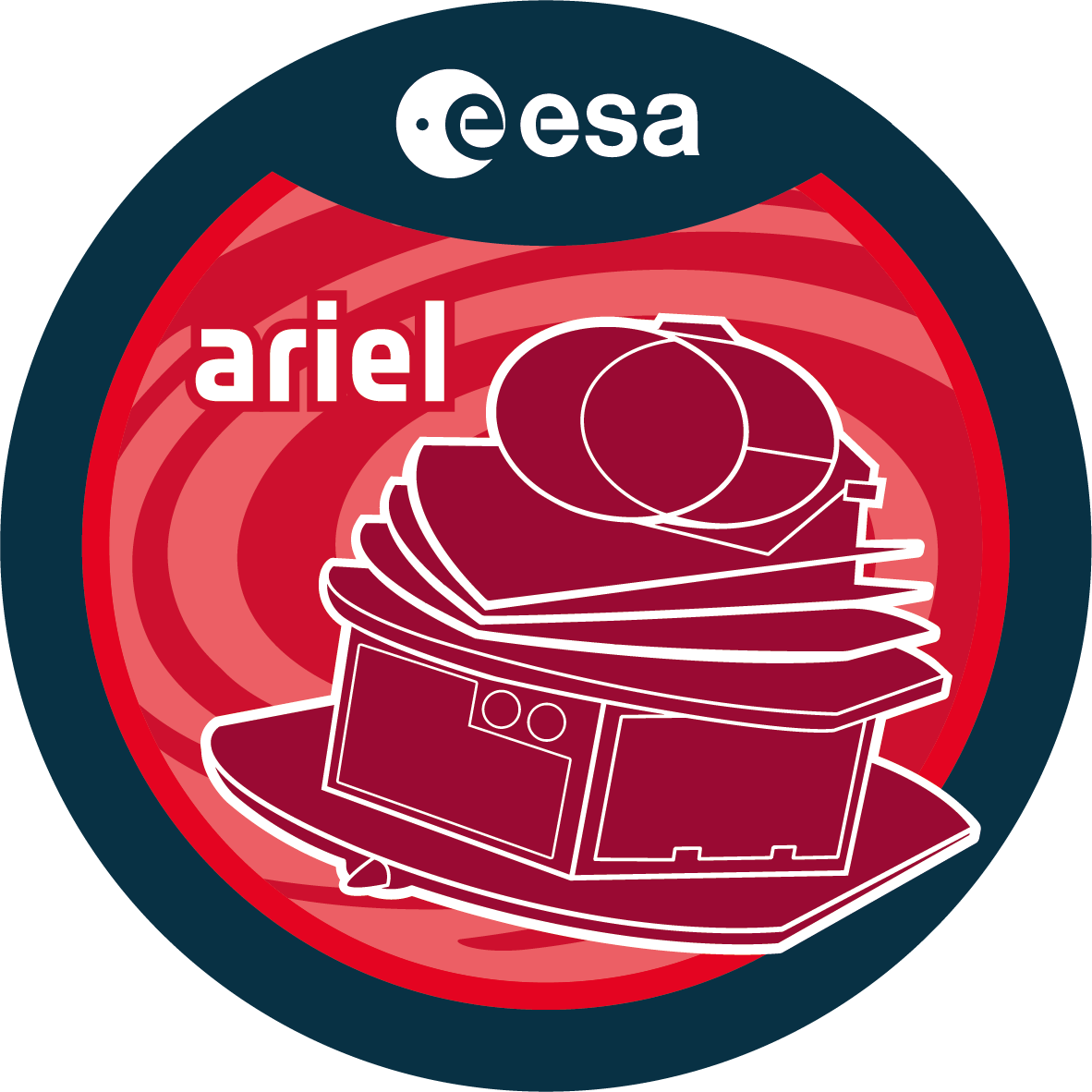
Емблема місії

ARIEL — космічна обсерваторія, що планується до запуску в 2029 ЄКА як місія М-класу за програмою Cosmic Vision. Цілі місії — спостереження понад 1000 відомих екзопланет, використовуючи транзитний метод, вивчення і отримання даних щодо хімічної структури і температурного діапазону планет.

## Місія
ARIEL спостерігатиме за 1000 планет, що обертаються навколо далеких зір, і проведе перше широкомасштабне дослідження хімії атмосфер екзопланет. Мета — відповісти на фундаментальні питання про те, як формуються та еволюціонують планетні системи. Спектрометр розкладатиме світло на спектр і визначатиме хімічні особливості газів в атмосферах планет. Це дозволить вченим зрозуміти, як хімічний склад планети пов'язаний із середовищем, в якому вона формується, і як на її формування та еволюцію впливає її материнська зоря. ARIEL вивчатиме різноманітну популяцію екзопланет у найрізноманітніших середовищах, але основна увага буде зосереджена на теплих і гарячих планетах на орбітах, близьких до їхніх зір.
Місія ARIEL розробляється консорціумом різних установ з одинадцяти країн-членів Європейського космічного агентства ( англ. European Space Agency (ESA))та міжнародних партнерів з чотирьох країн. Проєкт очолює головний дослідник Джованна Тінетті з Університетського коледжу Лондона, яка раніше очолювала невдалу пропозицію Обсерваторії з вивчення екзопланет для запуску ракети-носія M3 Cosmic Vision. Операції місії та космічного апарата будуть здійснюватися спільно з Європейським космічним агентством та консорціумом, що стоїть за розробкою місії, через скоординований Центр управління інструментами та науковими даними. Центр управління місією буде створено в Європейському центрі космічних операцій в Дармштадті, Німеччина, а паралельний Центр наукових операцій ARIEL буде створено в Європейському центрі космічної астрономії (ЄЦКА) поблизу Мадрида, Іспанія. Центр управління інструментами та науковими даними допоможе опрацювати результати місії на основі даних, отриманих ЄЦКА.
У серпні 2017 року НАСА умовно обрало проєкт "Внесок у спектроскопію екзопланет ARIEL" (англ. Contribution to ARIEL Spectroscopy of Exoplanet (CASE)) партнерською місією Оппортьюніті, очікуючи на результати відбору проєкту Cosmic Vision від Європейського космічного агентства. Згідно з пропозицією, НАСА надає два датчики точного наведення для космічного апарата ARIEL в обмін на участь американських вчених у місії. CASE був офіційно обраний у листопаді 2019 року, а астрофізик JPL Марк Свейн став головним дослідником. 
7 грудня 2021 року Європейське космічне агентство оголосило, що контракт на будівництво ARIEL вартістю 200 мільйонів євро було укладено з компанією Airbus Defence and Space. 
6 грудня 2023 року ЄКА схвалило будівництво ARIEL із запланованою датою запуску на 2029 рік. 

## Космічний апарат

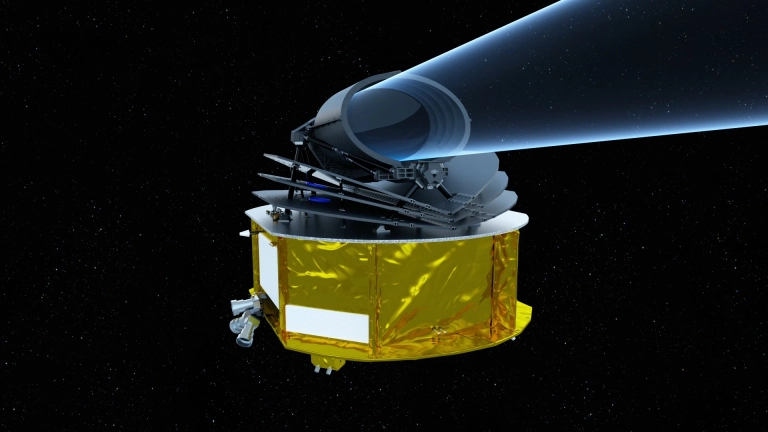
Вигляд телескопа ARIEL

Корпус космічного апарата розділений на два окремі модулі, відомі як службовий модуль (англ. Service Module (SVM)) і модуль корисного навантаження (англ. Payload Module(PLM)).Службовий модуль має форму "сендвіча", що складається з трьох алюмінієвих V-подібних канавок і трьох пар низькопровідних склопластикових сошок, які підтримують модуль корисного навантаження. Для самого PLM використовується базова горизонтальна конфігурація телескопа, що містить усі наукові інструменти космічного апарата і його овальне головне дзеркало розміром 1,1 м × 0,7 м. На момент запуску космічний апарат матиме паливну масу 1300 кг, а суху масу 1000 кг (2200 фунтів). На PLM припадатиме близько 300 кг з цієї маси. Якість зображень системи обмежена дифракцією для довжин хвиль понад 3 мкм, а його фокусне відношення (f) становить 13,4. Система отримуватиме зображення у видимому та ближньому інфрачервоному спектрі. Для роботи інфрачервоного спектроскопа в діапазоні від 1,95 мкм до 7,8 мкм телескоп буде пасивно охолоджуватися до температури 55 K (-218,2 °C; -360,7 °F).

## Запуск і траєкторія
Очікується, що космічний апарат ARIEL буде запущений у 2029 році ракетою-носієм Ariane 62 компанії Arianespace (наразі розробляється). Він буде запущений з Центру космічних досліджень Гвіани в Куру, Французька Гвіана, зі стартового майданчика ELA-4 (Ariane Launch Area-4), спеціально побудованого для майбутніх запусків Ariane 6. ARIEL буде запущено до точки L2 Лагранжа, розташованої на відстані 1 500 000 км (930 000 миль) від Землі, де він зіткнеться з дуже стабільним тепловим середовищем, необхідним для виявлення екзопланет.